# مارلون كزافييه
مارلون كزافييه هو لاعب كرة قدم برازيلي، ولد في 20 مايو 1997. لعب مع نادي فلومينينسي.

## وصلات خارجية
- مارلون كزافييه على موقع اتحاد تركيا (لاعب) (الإنجليزية)
- مارلون كزافييه على موقع قاعدة بيانات كرة القدم.إي يو (الإنجليزية)
- مارلون كزافييه على موقع Soccerway.com (الإنجليزية)